# Acacia farinosa
Acacia farinosa är en ärtväxtart som beskrevs av John Lindley. Acacia farinosa ingår i släktet akacior, och familjen ärtväxter. Inga underarter finns listade i Catalogue of Life.